# توماس لارسون (لاعب هوكي الجليد)
توماس لارسون (بالسويدية: Tomas Larsson)‏ هو لاعب هوكي الجليد سويدي، ولد في 16 يناير 1988 في سكيلفتيا في السويد.

## وصلات خارجية
- توماس لارسون على موقع EliteProspects.com (الإنجليزية)
- توماس لارسون على موقع Eurohockey.com (الإنجليزية)
- توماس لارسون على موقع HockeyDB.com (الإنجليزية)